# Nicolas Slonimsky

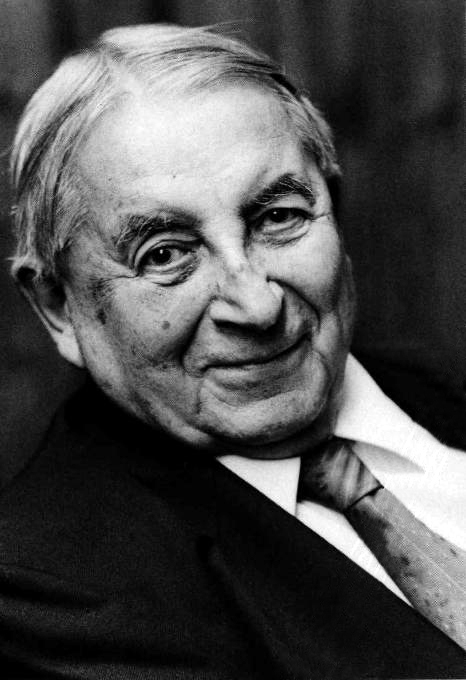
Nicolas Slonimsky

Nicolas Slonimsky (russisch Николай Леонидович Слонимский, Nikolai Leonidowitsch Slonimski; * 15. Apriljul. / 27. April 1894greg. in Sankt Petersburg; † 25. Dezember 1995 in San Francisco) war ein US-amerikanischer Komponist, Dirigent, Musikwissenschaftler und Musikkritiker. Er entstammte einer russisch-jüdischen Familie, die zur russisch-orthodoxen Konfession übergetreten war.

## Leben
Slonimskys erste Lehrerin war seine Tante, die Pianistin Isabelle Vengerova. Von 1921 bis 1923 wohnte er in Paris, wo er den Dirigenten und Kontrabassisten Sergei Kussewizki kennenlernte.
1923 kam Slonimsky als Klavierbegleiter an die neu gegründete Opernabteilung der Eastman School of Music in Rochester, New York, wo er auch Komposition und Dirigieren studierte. Zwei Jahre später kam er als Assistent von Sergei Kussewizki zum Boston Symphony Orchestra in Boston.
1927 gründete Slonimsky das Boston Chamber Orchestra, das der zeitgenössischen Musik gewidmet war. Dort dirigierte er die Erstaufführungen von Edgar Varèses Ionisation und Charles Ives’ Three Places in New England.
1958 übernahm Slonimsky die Redaktion von Baker’s Biographical Dictionary of Musicians und redigierte es bis 1992.
Am 11. Dezember 1981 spielte Slonimsky bei einem Auftritt von Frank Zappa im Civic Auditorium in Santa Monica den Pianopart in Zappas Komposition A Pound for a Brown.
1991 wurde er zum Ehrenmitglied der American Academy of Arts and Letters gewählt.
Nicolas Slonimsky war ein Bruder Michail Slonimskis.

## Bibliografie (Auswahl)
als Autor
- Perfect Pitch. A life story. University Press, Oxford 1988, ISBN 0-19-315155-3 (Autobiografie).
- Music Since 1900. Neuausgabe. Schirmer, New York 1994, ISBN 0-02-872418-6.
- Music of Latin America. Crowell Press, New York 1972, ISBN 0-306-711885 (Nachdruck der Ausgabe New York 1945).
- Thesaurus of Scales and Melodic Patterns. Amsco Publishing, New York 1997, ISBN 0-8256-1449-X (Nachdruck der Ausgabe New York 1947).
- Lexicon of Musical Invective. Critical Assaults on Composers Since Beethoven's Time. 2. Auflage. University Press, Seattle 1978, ISBN 0-295-78579-9.

als Herausgeber
- Theodore Baker (Hrsg.): Baker's biographical dictionary of musicians. Schirmer, New York 1958–1992.